# Hugh Hefner
Hugh Marston Hefner (n. 9 aprilie 1926, Chicago, Illinois, SUA – d. 27 septembrie 2017, Playboy Mansion⁠(d), California, SUA) a fost un publicist american, fondator și director de creație  al Playboy Enterprises.

## Tinerețe
Hefner s-a născut în Chicago, Illinois, fiind primul născut al lui Grace Caroline (născută Swanson) și Glenn Lucius Hefner. Hefner a mers la Școala Elementară Sayre și mai apoi la liceul Steinmetz, după care s-a înrolat în Armata Americană. A absolvit mai apoi Universitatea din Illinois la Urbana-Champaign.
În timp ce lucra drept copywriter pentru revista Esquire, el și-a dat demisia în ianuarie 1952, după ce i-a fost refuzată o mărire de 5$.  În 1953, și-a vândut mobile pentru 600$ și a strâns 8000$ de la 45 de investitori - inclusiv 1000$ de la propria mamă ("Și nu pentru că ea avea vreo speranță cu respectiva afacere" după cum a declarat el pentru E! în 2006. "Ci pentru că avea încredere în fiul său") - pentru a lansa Playboy.  Prima ediție, publicată în decembrie 1953, o avea în centrul atenției pe Marilyn Monroe, cu fotografiile sale din 1949. Hefner, care nu a întâlnit-o niciodată pe Monroe, este proprietarul criptei de lângă aceasta din Westwood Village Memorial Park Cemetery.

## Viața personală

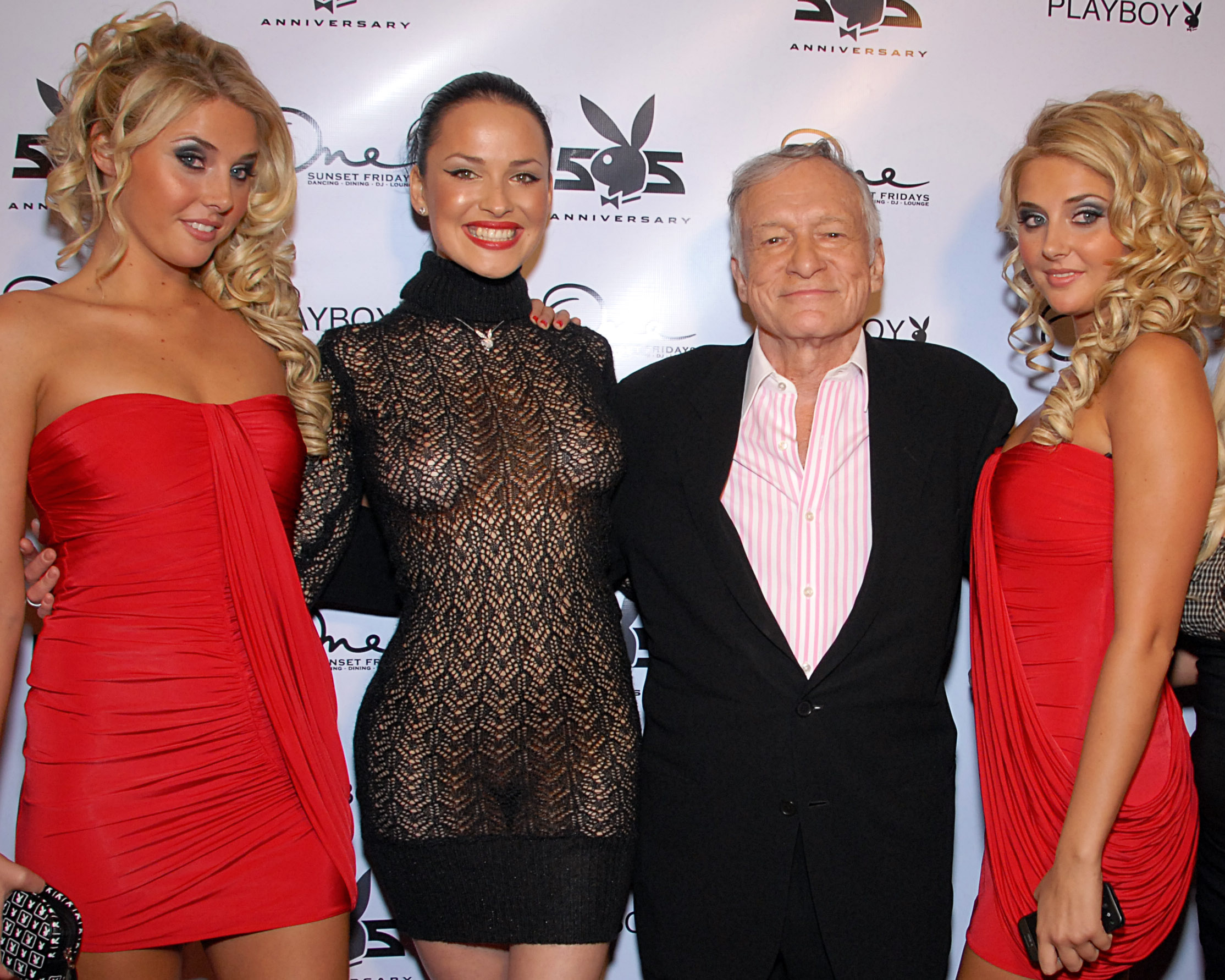
Hefner pozând cu Karissa Shannon, Dasha Astafieva și Kristina Shannon pentru cea de-a 55-a petrecere de aniversare a Playboy, pe One Sunset, West Hollywood, CA din 12 decembrie 2008

Hefner s-a căsătorit cu studenta de la Northwestern University, Mildred Williams în 1949. Au avut doi copii, Christie și David (născut la 30 august 1955).  Înainte de căsătorie, Mildred i-a mărturisit că a avut o aventură în timpul în care el era în armată; Hefner numind acel moment "cel mai devastator moment al vieții mele".  Un reportaj din 2006 E! True Hollywood Story, a scos la iveală faptul că din cauza vinei datorată infidelității, Mildred i-a permis să se culce cu alte femei, sperând ca astfel să poată păstra căsătoria.  Au divorțat în 1959.
Hefner s-a reinventat ca fiind un bon vivant sofisticat și man about town, un stil de viață pe care el l-a promovat în revista sa, precum și în cele două show-uri de televiziune pe care le găzduia, Playboy's Penthouse (1959–1960) și Playboy After Dark (1969–1970). El a admis că "s-a 'implicat' cu aproximativ 11 dintre cele 12 playmate-uri de la acea vreme" în acești ani. Donna Michelle, Marilyn Cole, Lillian Müller, Patti McGuire, Shannon Tweed, Brande Roderick, Barbi Benton, Karen Christy, Sondra Theodore și Carrie Leigh - care l-au dat în judecată pentru 35 de milioane de $ - au fost unele dintre partenerele sale.  În 1971, el a recunoscut public că a experimientat bisexualitea.
În 1989, el s-a căsătorit cu Playmate of the Year Kimberley Conrad, cu care are doi copii, Marston (n 9 aprilie 1990) și Cooper (n 4 septembrie 1992). Reportajul E! True Hollywood Story a remarcat că celebra Playboy Mansion a fost transformată într-un cămin adecvat unei familii.  Totuși, după ce s-a despărțit de Conrad în 1999, Hefner a began to move an ever-changing coterie of femei foarte tinere în Mansion, întâlnindu-se cu șapte fete în același timp; printre care, Brande Roderick, Izabella St. James, Tina Marie Jordan, Holly Madison, Bridget Marquardt și Kendra Wilkinson.  Seria de reality TV The Girls Next Door au descris în detaliu viața de la Playboy Mansion a lui Madison, Marquardt și Wilkinson. În prezent, Hefner iese cu gemenele identice de 19 ani, modelele Karissa și Kristina Shannon,, care au fost arestate în ianuarie 2008 pentru battery
 împreună cu cea de-a treia prietenă Crystal Harris 
Conform unui articol de pe lasvegasweekly.com, Marquardt a mărturisit că este de fapt single.

## Politică și filantropie
Hefner a fost exponentul unor opinii liberale/libertariene. Pe 4 iunie 1963, el a fost arestat pentru vinderea de literatură obscenă, după ce o ediție Playboy ce conținea fotografii nud ale lui Jayne Mansfield a fost publicată.  Juriul nu a putut să ajungă la un verdict.
Fosta sa secretară, Bobbie Arnstein, a fost găsită moartă într-un cameră de hotel din Chicago, după o supradoză, în ianuarie 1975. Hefner a făcut o conferință de presă la care a declarat că ea a fost împinsă să se sinucidă de către agenții de la narcotice și de oficialii federali.  Hefner a afirmat mai apoi că guvernul vrea să îl doboare datorită filozofiei Playboy's, precum și pentru sprijinul să pentru legile mai permisive legată de droguri. Format:Lopsided
Premiul Hugh Hefner First Amendment Award a fost creat de către Christie Hefner "pentru a-i răsplăti pe acei indivizi care au adus contribuții semnificative la vitalul efort de a proteja și de a îmbunătăți Primul Amendament pentru americani."  El a donat și a contribuit la atragerea de fonduri pentru Partidul Democrat.
Hefner a donat 100 000$ Școlii de artă cinematografică de la University of Southern California, pentru a crea un curs numit "Cenzura la Cinema", precum și 2 milioane de dolari pentru a face un post pentru studierea filmului american.
Hefner contribuie și la activități caritabile din afara politicii și publicațiilor, organizând petreceri de strângeri de fonduri pentru Much Love Animal Rescue, precum și pentru Generation Rescue , și o organizație legată de studierea autism-ului, sprijinită de Jenny McCarthy.

## Dificultăți financiare
The Age a raportat în octombrie 2008 faptul că Hefner vinde bilete la faimoasele petreceri pline de celebrități, pentru prima dată, datorate problemelor legate de cash-flow pe care Playboy Enterprises le-a suferit, printre care scăderea tirajelor Playboy, scăderea valorii acțiunilor, precum și noilor afaceri care încă nu au început să aducă profituri.

## Deces
Hefner a murit din cauze naturale la domiciliul său din Holmby Hills, Los Angeles, California, la 27 septembrie 2017, la vârsta de 91 de ani.